# Heinrich Johann Paucker
Heinrich Johann Paucker, né le 8 août 1759 à Järva-Jaani et mort le 12 avril 1819 à Simuna dans le gouvernorat d'Estonie, est un pasteur protestant estonien.

## Biographie
Heinrich Johann Paucker est le fils du pasteur Johann Christoph Paucker (1736-1776) et de son épouse Christina Helena Paucker, née Sperbach, (1732-1779). Son père a étudié à l'université Friedrichs de Halle puis a travaillé en Estonie.
Heinrich Johann Paucker fait ses études de 1766 à 1776 au célèbre gymnase de Tallinn. Il étudie la théologie protestante à l'université de Leipzig entre 1776 et 1777 et à l'université de Kiel de 1777 à 1779. Il a travaille ensuite comme tuteur à Purila (aujourd'hui la commune rurale de Rapla). En 1782/1783, il est professeur à l'école cathédrale de Tallinn.
En novembre 1783, Paucker est ordonné dans la cathédrale de Tallinn. De 1783 à 1785, il succède à l'Estophile Joachim Gottlieb Schwabe comme curé de la paroisse de Nissi, avant de devenir curé de la paroisse de Simuna de 1785 jusqu'à sa mort. En 1812, il refuse l'offre de devenir prévôt.

## Vie privée
Paucker s'est marié trois fois : d'abord avec Hedwig Eleonore Christine Paucker, née. Haller, (1766-1791). Le mariage a trois enfants, dont le mathématicien et astronome Magnus Georg Paucker (1787-1855). Après sa mort prématurée, Paucker épouse Anna Ulrika Paucker, née. Schnabel, (1773-1810). Avec elle, il a dix enfants, dont les deux ecclésiastiques Heinrich Wilhelm Christoph Paucker (1797-1833) et Hugo Richard Paucker (1807-1871) ainsi que l'avocat et historien Julius von Paucker (1798-1856). La troisième épouse de Paucker est Caroline von Friederici (1781-1867). Elle lui donne cinq autres enfants. Heinrich Johann Paucker est l'arrière-grand-père du pasteur et martyr protestant Walther Paucker (1878-1919).